# 考特豪斯鎮區 (北卡羅萊納州康登縣)
考特豪斯鎮區（英語：Courthouse Township）是位於美國北卡羅萊納州康登縣的一個鎮區。

## 地方資料
考特豪斯鎮區的面積為137.52平方千米，皆為陸地。根據2020年美國人口普查的數據，當地共有人口3774人，而人口密度為每平方千米27.44人。